# Frederico Figueiredo
Frederico José Oliveira Figueiredo (25 de maig de 1991) és un ciclista portuguès, professional des del 2014 i actualment a l'equip Glassdrive-Q8-Anicolor. En el seu palmarès destaquen tres edicions del Gran Premi Internacional de ciclisme de Torres Vedras - Trofeu Joaquim Agostinho.

## Palmarès
- 2012
  - 1r a la Gran Premi de la vila de Vigo II
- 2020
  - 1r al Gran Premi Internacional de ciclisme de Torres Vedras - Trofeu Joaquim Agostinho i vencedor d'una etapa
- 2021
  - 1r al Gran Premi Internacional de ciclisme de Torres Vedras - Trofeu Joaquim Agostinho i vencedor d'una etapa
  - Vencedor d'una etapa a la Volta a Portugal
- 2022
  - 1r a la Clàssica Aldeias do Xisto
  - 1r a la Volta a Albergaria
  - 1r al Gran Premi Internacional de ciclisme de Torres Vedras - Trofeu Joaquim Agostinho i vencedor d'una etapa
- 2023
  - Vencedor d'una etapa al Gran Premi Internacional de ciclisme de Torres Vedras - Trofeu Joaquim Agostinho